# 下伊利姆斯克区
下伊利姆斯克区（俄语：Нижнеилимский район）是俄罗斯联邦伊尔库茨克州下辖的一个区，其行政中心为热列兹诺戈尔斯克-伊利姆斯基。据2016年统计，该区的人口为49890人。